# Rauchturm

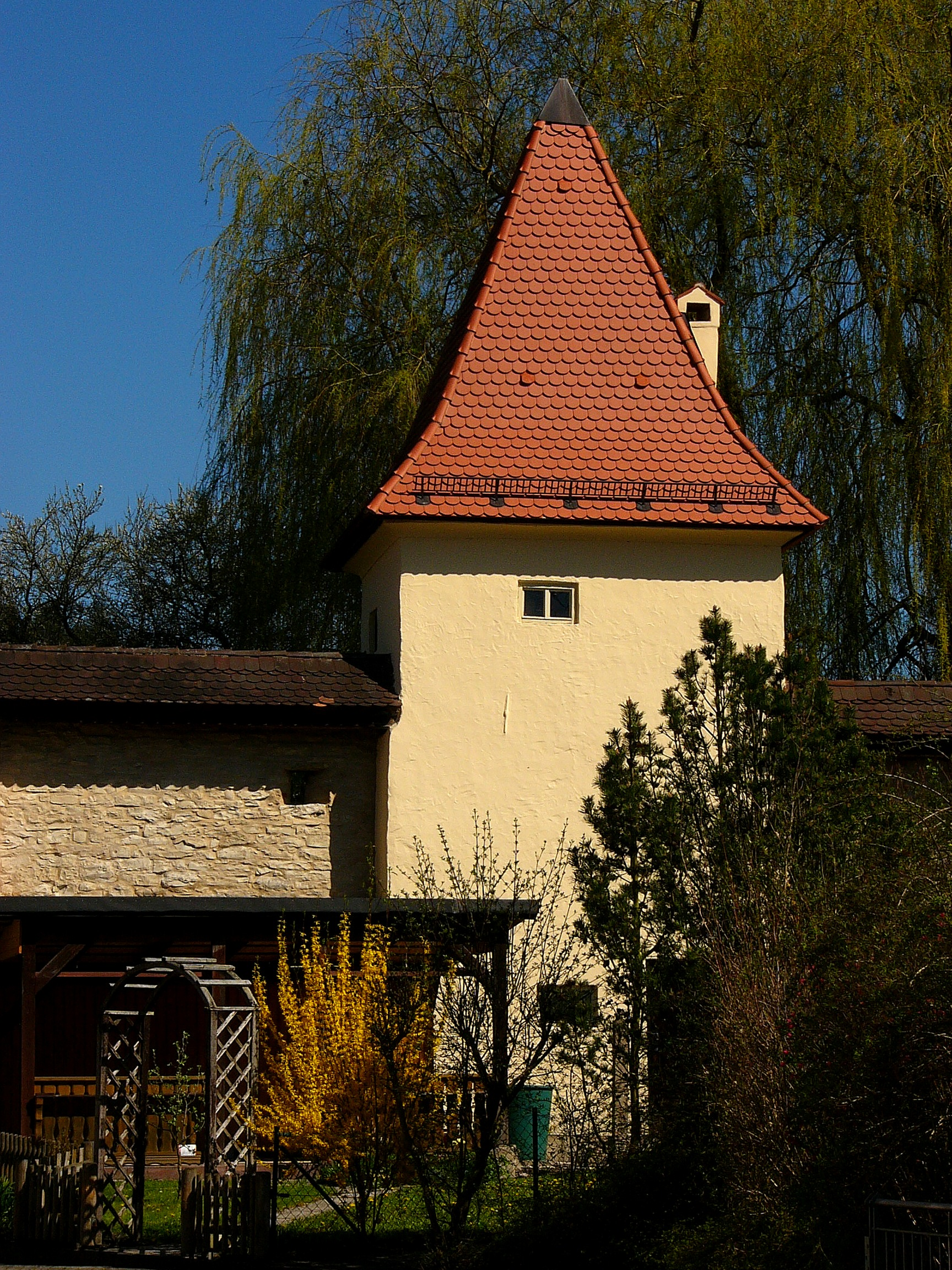
Innenseite

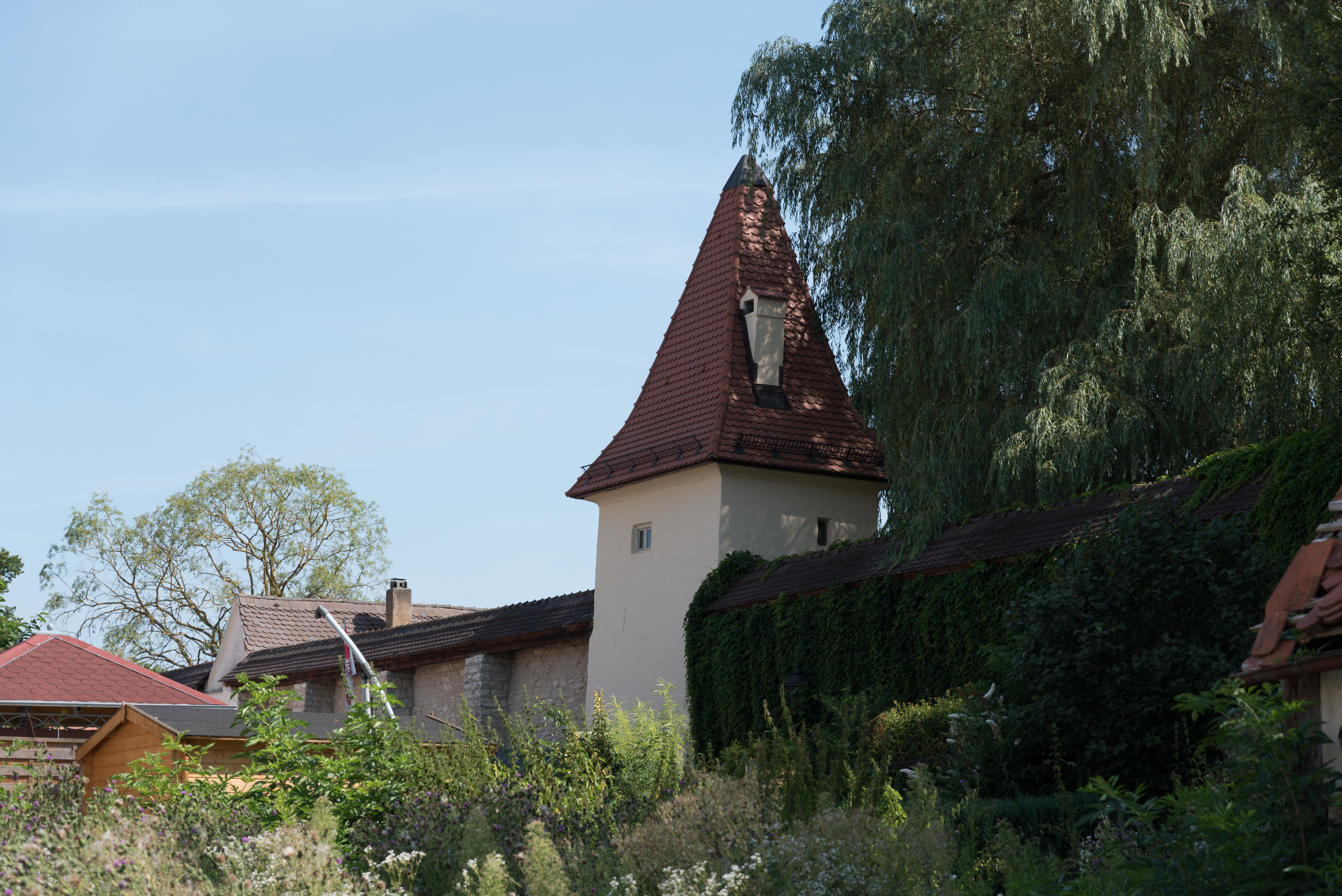
Außenseite

Der sogenannte Rauchturm ist ein Teil der mittelalterlichen Stadtbefestigung der Stadt Greding. Er liegt an der Gripsergasse.
Es handelt sich um einen Massivbau mit Spitzhelm. Die angrenzende Stadtmauer ist nicht mehr vorhanden. Der Turm wurde um 1400 errichtet.

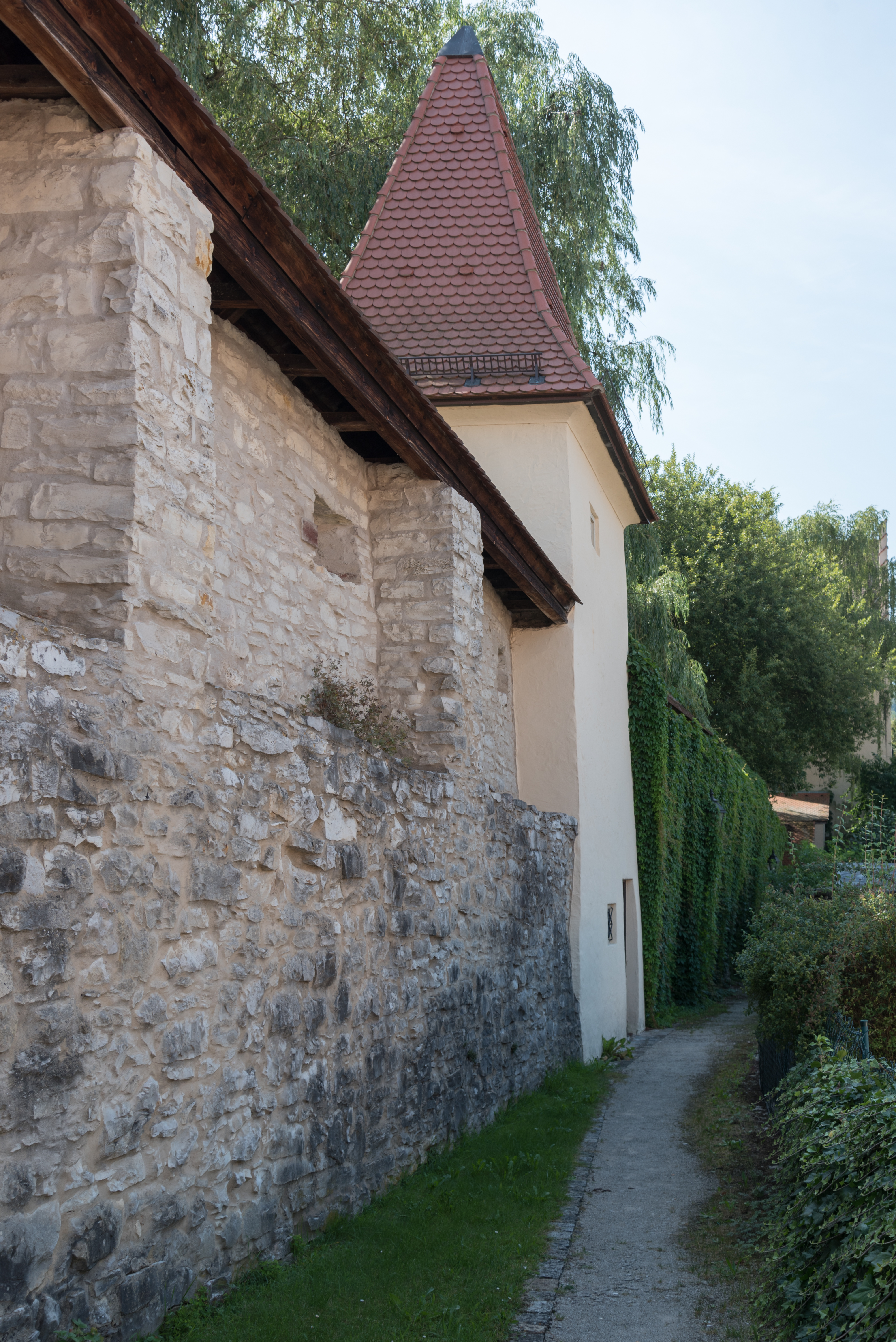
Innenseite